# 대한민국 민법 제220조
대한민국 민법 제220조는 분할, 일부양도와 주위통행권에 대한 민법조문이다. 용익권 없이 타인 소유의 토지를 무상으로 통행할 수 있는 권리를 정하고 있으며 공로와의 단절을 방지하여 토지 이용의 효율성을 높이데 의의가 있는 규정이다.

## 조문
제220조(분할, 일부양도와 주위통행권) ① 분할로 인하여 공로에 통하지 못하는 토지가 있는 때에는 그 토지소유자는 공로에 출입하기 위하여 다른 분할자의 토지를 통행할 수 있다. 이 경우에는 보상의 의무가 없다.
②전항의 규정은 토지소유자가 그 토지의 일부를 양도한 경우에 준용한다.

## 판례
- 양도인이 포위된 토지의 소유자에 대하여 무상주위토지통행을 허용하지 아니함으로써 포위된 토지의 소유자가 할 수 없이 주위의 다른 토지의 소유자와 일정기간 동안 사용료를 지급하기로 하고 그 다른 토지일부를 공로로 통하는 통로로 사용하였더라도 포위된 토지소유자가 민법 제220조 소정의 무상주위토지통행권을 취득할 수 있습니다[1]

- 무상주위통행권에 관한 민법 제220조의 규정은 토지의 직접 분할자 또는 일부양도의 당사자 사이에만 적용되고 포위된 토지 또는 피통행지의 특정승계인에게는 적용되지 않는다[2]